# Teatro Municipal Trianon
O Teatro Municipal Trianon é um teatro localizado no município de Campos dos Goytacazes, no estado do Rio de Janeiro. Foi inaugurado como um cine-teatro em 25 de maio de 1921, após dois anos de obras, e demolido em 1975. O então Cine Teatro Trianon era equipado com 156 frisas, 554 cadeiras na plateia, 290 balcões, 38 camarotes e 610 gerais para comportar 1.800 pessoas, além de possuir coxia com 25 camarins. O atual Trianon abriu as portas em 31 de julho de 1998, com uma apresentação da Companhia de Dança de Deborah Colker. A casa, que antigamente abrigava o cinema, recebe espetáculos variados de companhias cariocas, campistas e de todo o Brasil, com uma programação que abrange teatro, música e dança para 917 espectadores. O Teatro Municipal Trianon possui o Selo Ouro de Acessibilidade fornecido pela Assembléia Legislativa do Rio de Janeiro (ALERJ). É o único teatro no interior do estado possuidor do Selo Ouro.

## História
O Cine-Teatro Trianon era formado de 156 frizas, 554 cadeiras na platéia, 290 balcões, 38 camarotes e 610 gerais para comportar 1.800 espectadores. A coxia tinha 25 camarins, sendo dois muito luxuosos, para os artistas de maior renome. O Trianon contava com um moderno sistema de coxias, onde era feito o movimento do palco.
A obra foi considerada arrojada e o Trianon, na época, foi considerado um dos grandes espaços culturais do País, pelo seu tamanho e arquitetura luxuosa. No dia 27 de junho de 1975 a população campista acordou e não mais encontrou aquele imponente prédio, sua demolição já havia sido consumada na calada da noite por interesse do Bradesco. Dias antes, no dia 17 de junho, a Associação Norte Fluminense de Engenheiros e Arquitetos tinha enviado ao então prefeito José Carlos Vieira Barbosa um protesto tentando sensibilizá-lo para que ele fizesse alguma coisa para impedir que aquele patrimônio histórico caísse nas mãos de especuladores. Algumas instituições se mobilizaram e começaram a cobrar do Bradesco o cumprimento do Decreto-Lei nº 7.959 de setembro de 1945, que dizia: “todas as entidades que descaracterizarem, demolirem ou despersonalizarem uma casa de espetáculos teatrais estariam obrigadas a construírem uma similar”. A Fundação Bradesco não se intimidou com a legislação, se negando a cumprí-la, alegando falta de recursos, até que em 1989, o então prefeito Anthony Garotinho consegue angariar recursos para o início da obra do novo Trianon. Os engenheiros responsáveis pelo novo Trianon foram Roosevelt de Oliveira Batista e o arquiteto José Luís Maciel Púglia. Havia sido feito um projeto pelo arquiteto Oscar Niemeyer, porém a prefeitura não dispunha de mais recursos para a execução da obra proposta por Niemeyer. Foi então escolhida uma área de 10 mil metros quadrados na Rua Marechal Floriano, próxima ao Centro de Campos dos Goytacazes, norte do estado do Rio de Janeiro para a construção do atual Teatro Municipal Trianon.
O nome Trianon tem como origem uma aldeia da zona de Paris que Luís XIV mandou demolir para construir um palácio para estar mais em família. É assim que hoje temos dois edifícios, o Grand Trianon e o Petit Trianon. Trianon também é o nome de um parque inaugurado no dia 3 de abril de 1892 na cidade de São Paulo, um ano após a abertura da Avenida Paulista. Foi projetado pelo paisagista francês Paul Villon e inaugurado pelo inglês Barry Parker. O nome Trianon foi dado por conta da existência do Restaurante Trianon inaugurado em 10 de junho de 1916, que foi criado e fundado pelo imigrante italiano Vicente Rosatti nas dependências do Belvedere localizado em frente ao parque, onde hoje está situado o Museu de Arte de São Paulo.

## Rider técnico do Trianon
• Boca de cena – Largura: 10,70m – Altura: 6,00m
• Profundidade do palco: Boca de Cena até a última vara – 10m
• Altura do piso do palco ao urdimento – 14m
• Proscênio: Em formato de arco, medindo no centro 3,50m e nas laterais 2,50m;
• Quarteladas: 1,60m x 0,90m;
• Porão: Medida do Piso ao Palco: 3,50m
• Entrada de cenários no fundo do teatro com acesso direto ao palco com as seguintes medidas. Largura 3,50m x altura 2,50m;
• Reguladores de boca de cena: largura 2,20m x altura 7,00m;
• Comprimento das varas cênicas: 15,00 x 1 ½”;
• Contra-peso: 200 kg
• Varas Cênicas de maquinaria: 21 varas;
• Varas de luz: 05 varas;
• Varas de Luz na sanca acima da platéia: 02 varas;
• Nincho (tipo espinha de peixe) para luz acima do proscênio: 02 nas laterais.